# Парламентские выборы в Таиланде (февраль 1957)
Парламентские выборы 1957 года в Таиланде состоялись 26 февраля и проходили в соответствии с Конституцией 1949 года. На этих выборах были избраны 160 депутатов парламента из 283 (123 депутата из состава парламента предыдущего созыва, назначенные королём, продолжали работу). Победу на выборах одержала партия Сери Манангасила, представители которой получили 85 мест из 160.
В выборах приняло участие 5 668 566 избирателей (явка составила 57,5 %, что было рекордным показателем с 1933 года).

## Результаты голосования

Парламентские выборы в Таиланде 1957

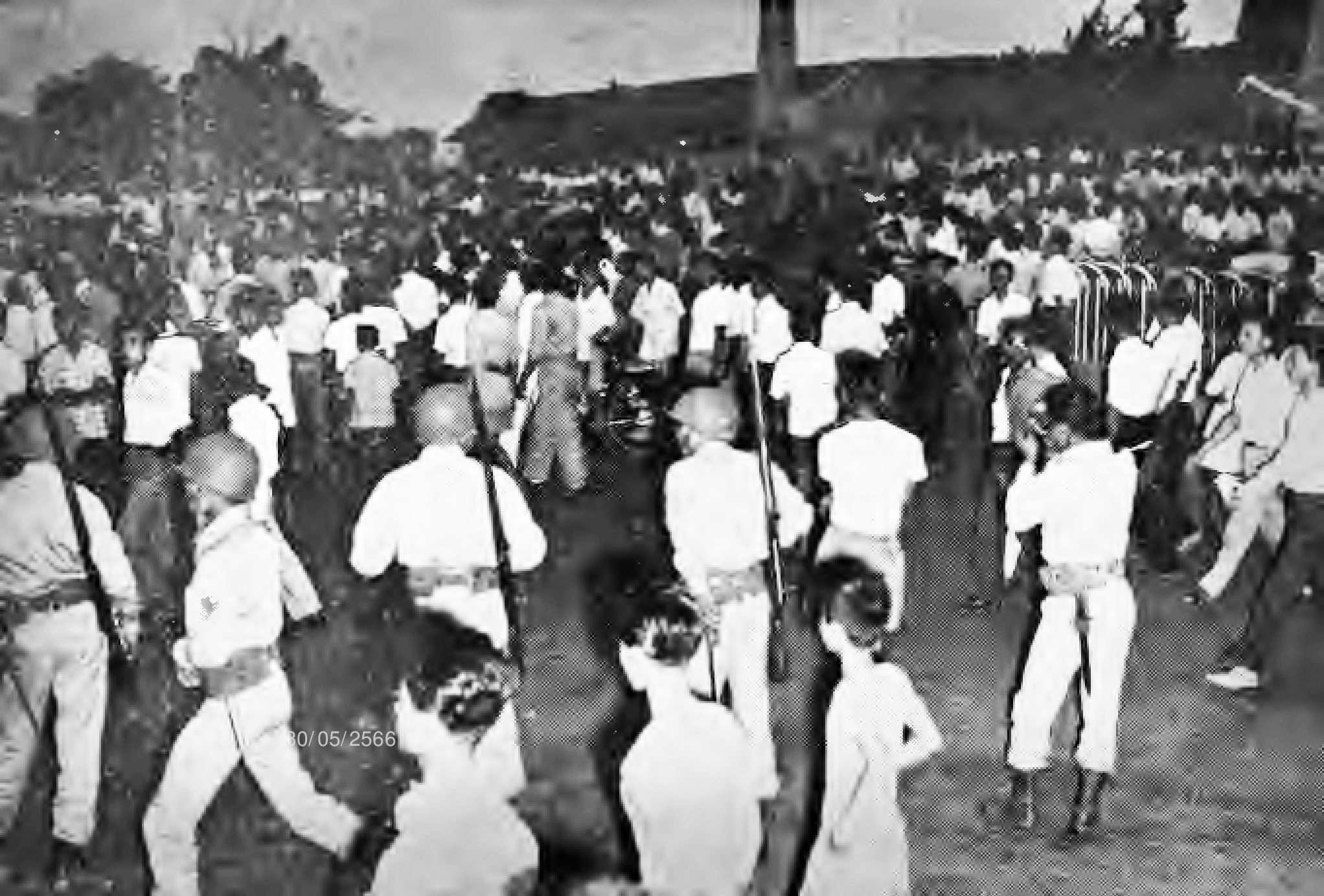
Парламентские выборы в Таиланде 1957

| Партия                          | Число голосов | %   | Мест в парламенте |
| ------------------------------- | ------------- | --- | ----------------- |
| Сери Манангасила                |               |     | 85                |
| Демократическая партия          |               |     | 31                |
| Свободные демократы             |               |     | 11                |
| Тамматхибат                     |               |     | 9                 |
| Экономическая партия            |               |     | 9                 |
| Националистическая партия       |               |     | 3                 |
| Движение Гайд-Парк              |               |     | 2                 |
| Партия независимости            |               |     | 2                 |
| независимые                     |               |     | 8                 |
| Назначенные депутаты парламента |               |     | 123               |
| Недействительных бюллетеней     |               | -   | -                 |
| Всего                           | 5,668,566     | 100 | 283               |
| Источники: Nohlen et al.        |               |     |                   |